# Шальчакаси
Шальчака́си (рос. Шальчакасы, чув. Шалчакасси) — присілок у складі Цівільського району Чувашії, Росія. Входить до складу Медікасинського сільського поселення.
Населення — 70 осіб (2010; 94 у 2002).
Національний склад:
- чуваші — 100 %